# Résolution 196 du Conseil de sécurité des Nations unies
Membres permanents
- Chine (Taïwan)
- États-Unis
- France
- Royaume-Uni
- URSS

Membres non permanents
- Bolivie
- Brésil
- Côte d'Ivoire
- Maroc
- Norvège
- Tchécoslovaquie

Résolution no 195 Résolution no 197
La Résolution 196 est une résolution du Conseil de sécurité de l'ONU votée le 30 octobre 1964 lors de sa 1161e séance concernant Malte et qui recommande à l'Assemblée générale des Nations unies d'admettre ce pays comme nouveau membre.

## Vote
La résolution est approuvée à l'unanimité.

## Contexte historique
Malte fait partie de ces rares pays méditerranéens à n'avoir connu d'indépendance qu'au XXe siècle. L'archipel maltais situé au centre de la mer Méditerranée, partageant la Méditerranée orientale de la Méditerranée occidentale a de tous temps depuis les Phéniciens, été la convoitise des puissances méditerranéennes. Après les Grecs, les Romains, les Barbares, les Aghlabides, les Normands, le Saint-Empire romain germanique, l'ordre de Saint-Jean de Jérusalem, les Français de la Première République et les Britanniques qui l'incorpore à l'Empire britannique avant de lui donner l’indépendance dans le Commonwealth.
Si ses premiers occupants des Âges préhistoriques lui ont laissé les plus anciens sites monumentaux construits par l'homme, les Aghlabides lui ont donné sa langue nationale, l'arabe, l'Ordre catholique l'a conforté dans sa religion et les Britanniques lui ont légué sa deuxième langue officielle l'anglais en même temps que quelques habitudes que la société maltaise a faites siennes.
C'est Charles Quint qui donne Malte aux Hospitaliers après avoir été chassés de la Terre sainte puis de Rhodes. Devenus les policiers de la Méditerranée, les chevaliers de Malte développèrent un archipel ingrat qu'ils ne voulaient pas mais qu'ils acceptèrent pour faire « bonne figure à leur mauvaise fortune ». La domination de l'Ordre prend fin en 1798 avec la prise de l’île par Napoléon Bonaparte lors de sa campagne d’Égypte dont Malte devait constituer une base. En 1800, les Maltais appellent les Britanniques à l’aide en raison du pillage de l’île par les troupes napoléoniennes et l'attitude peu respectueuse des révolutionnaires français envers la religion catholique à Malte. En 1802, le traité d'Amiens prévoit le rétablissement de la souveraineté de l'Ordre sur l'île mais rencontre l'opposition du Congrès national. Les Britanniques refusent alors de rendre l’archipel aux Hospitaliers et l’annexent officiellement à l’Empire britannique en 1816 après la signature du traité de Paris de 1814. Toutefois les Britanniques ne sont pas mieux acceptés que les Français : ils imposent unilatéralement leur langue pour s'opposer au nationalisme italien. Ils s'emparent du pouvoir politique et économique. Cette situation d’exploitation coloniale provoque en retour la montée d'un nationalisme maltais et les Britanniques doivent concéder une nouvelle constitution augmentant le nombre d’élus maltais au Conseil législatif puis reconnaître, en 1934, la langue maltaise plutôt que l'italien.
En reconnaissance de l'implication et l'abnégation des maltais dans la Deuxième Guerre mondiale lui valant la George Cross mise à l'exergue de son drapeau, Malte gagne une certaine autonomie locale en 1947 et obtient le statut de Dominion en 1955. En 1962, le Parlement maltais vote unilatéralement l'indépendance de l'État de Malte. Celle-ci ne fut officiellement reconnue au sein du Commonwealth que le 21 septembre 1964 en conservant la reine Élisabeth II comme chef d'état. Ce n’est que 10 ans plus tard, le 13 décembre 1974 que Malte amende sa constitution, proclame la république et élit un président à sa tête.
Malte demande aussitôt son admission à l'ONU et elle en devient membre au 1er décembre 1964 par le vote unanime de ses membres le 30 octobre 1964 de la résolution 196 lors de sa 1161e séance.  
« Dom » Mintoff, premier ministre obtient le retrait des troupes britanniques et de l'état-major de l'OTAN, implanté dans l'archipel sans que Malte ne fût membre de l'organisation militaire. Malte déclare son neutralisme et son non-alignement dans les affaires internationales et rentre au Conseil de l’Europe le 29 avril 1965. Malte, après de multiples hésitations, demande et obtient son adhésion à l'Union européenne le 1er mai 2004, onze ans après les premières négociations. Le 21 décembre 2007, Malte intègre l'Espace Schengen mettant Malte aux avant poste de l'émigration africaine avec l'île italienne de Pantelleria. Le 1er janvier 2008, Malte intègre la Zone euro.
À la suite de cette résolution ce pays est admis à l'ONU le 1 décembre 1964 ,.

## Texte de la résolution
« Le Conseil de sécurité,
« Ayant examiné la demande d'admission à l'Organisation des Nations Unies présentée par Malte [*],
« Recommande à l'Assemblée générale d'admettre Malte à l'Organisation des Nations Unies.
« Adoptée à l'unanimité à la 1161e séance.
« [*] Documents officiels du Conseil de sécurité, dix-neuvième année, Supplément de juillet, août et septembre 1964, document S/6004. »